# Sirajganj (zila)
Sirajganj (en bengalí: সিরাজগঞ্জ) es un zila o distrito de Bangladés que forma parte de la división de Rajshahi.
Comprende 9 upazilas en una superficie territorial de 2.464 km² : Belkuchi, Chauhali, Kamarkhanda, Kazipur, Raiganj, Shahjadpur, Sirajganj, Tarash y Ullahpara.
La capital es la ciudad de Sirajganj.

## Upazilas con población en marzo de 2011[2]
- Belkuchi 352,835
- Chauhali 160,063
- Kamarkhanda 138,645
- Kazipur 274,679
- Raiganj 317,666
- Shahjadpur 561,076
- Sirajganj Sadar 555,155
- Tarash 197,214
- Ullahpara 540,156

## Demografía
Según estimación 2010 contaba con una población total de 3.311.812 habitantes.